# Agustín Rogel
Agustín Maximiliano Rogel Paita (Montevideo, 17 ottobre 1997) è un calciatore uruguaiano, difensore dell'Internacional in prestito dall'Hertha Berlino.

## Carriera

### Club
Cresciuto nelle giovanili del Nacional, ha esordito in prima squadra il 19 marzo 2017 in un match vinto 1-0 contro l'El Tanque Sisley.
Avendo il contratto in scadenza il 31 luglio 2018 decide di non rinnovarlo, accasandosi ai russi del Kryl'ja Sovetov Samara il 30 agosto seguente.
Il 19 luglio 2019 firma per il Tolosa.
Il 19 febbraio 2021 viene ceduto in prestito all'Estudiantes (LP).

### Nazionale
Nel 2017 con la nazionale Under-20 uruguaiana ha preso parte al campionato mondiale, disputando 6 partite, ed al vittorioso campionato sudamericano, disputando 7 partite e segnando una rete.

## Statistiche

### Presenze e reti nei club
Statistiche aggiornate al 18 maggio 2023.
| Stagione           | Squadra                | Campionato         | Campionato | Campionato | Coppe nazionali | Coppe nazionali | Coppe nazionali | Coppe continentali | Coppe continentali | Coppe continentali | Altre coppe | Altre coppe | Altre coppe | Totale | Totale | Totale |
| Stagione           | Squadra                | Comp               | Pres       | Reti       | Comp            | Pres            | Reti            | Comp               | Pres               | Reti               | Comp        | Pres        | Reti        | Pres   | Reti   |        |
| ------------------ | ---------------------- | ------------------ | ---------- | ---------- | --------------- | --------------- | --------------- | ------------------ | ------------------ | ------------------ | ----------- | ----------- | ----------- | ------ | ------ | ------ |
| 2017               | Nacional               | PD                 | 14         | 2          |                 | -               | -               | CL                 | 2                  | 0                  |             | -           | -           | 16     | 2      |        |
| 2018-2019          | Kryl'ja Sovetov Samara | PL                 | 14+2       | 0          | CR              | 2               | 0               |                    | -                  | -                  |             | -           | -           | 18     | 0      |        |
| 2019-2020          | Tolosa                 | PL                 | 10         | 0          | CF+CL           | 0               | 0               |                    | -                  | -                  |             | -           | -           | 10     | 0      |        |
| 2020-feb.2021      | Tolosa                 | PL                 | 0          | 0          | CF              | 2               | 0               |                    | -                  | -                  |             | -           | -           | 2      | 0      |        |
| Totale Tolosa      | Totale Tolosa          | Totale Tolosa      | 10         | 0          |                 | 2               | 0               |                    |                    |                    |             | -           | -           | 12     | 0      |        |
| feb.-dic.2021      | Estudiantes (LP)       | PD                 | 24         | 0          | CL              | 9+1             | 1+0             |                    |                    |                    |             |             |             | 34     | 1      |        |
| 2022               | Estudiantes (LP)       | PD                 | 12         | 1          | CA+CLA          | 1+12            | 0+2             | CL                 | 13                 | 4                  |             |             |             | 38     | 7      |        |
| Totale Estudiantes | Totale Estudiantes     | Totale Estudiantes | 36         | 1          |                 | 23              | 3               |                    | 13                 | 4                  |             | -           | -           | 72     | 8      |        |
| 2022-2023          | Hertha Berlino         | BL                 | 19         | 0          | CG              | 0               | 0               |                    |                    |                    |             |             |             |        |        |        |
| Totale carriera    | Totale carriera        | Totale carriera    | 95         | 3          |                 | 27              | 3               |                    | 15                 | 4                  |             | -           | -           | 137    | 10     |        |

### Cronologia presenze e reti in nazionale
| Cronologia completa delle presenze e delle reti in nazionale ― Uruguay | Cronologia completa delle presenze e delle reti in nazionale ― Uruguay | Cronologia completa delle presenze e delle reti in nazionale ― Uruguay | Cronologia completa delle presenze e delle reti in nazionale ― Uruguay | Cronologia completa delle presenze e delle reti in nazionale ― Uruguay | Cronologia completa delle presenze e delle reti in nazionale ― Uruguay | Cronologia completa delle presenze e delle reti in nazionale ― Uruguay | Cronologia completa delle presenze e delle reti in nazionale ― Uruguay |
| Data                                                                   | Città                                                                  | In casa                                                                | Risultato                                                              | Ospiti                                                                 | Competizione                                                           | Reti                                                                   | Note                                                                   |
| ---------------------------------------------------------------------- | ---------------------------------------------------------------------- | ---------------------------------------------------------------------- | ---------------------------------------------------------------------- | ---------------------------------------------------------------------- | ---------------------------------------------------------------------- | ---------------------------------------------------------------------- | ---------------------------------------------------------------------- |
| 23-9-2022                                                              | Sankt Pölten                                                           | Iran                                                                   | 1 – 0                                                                  | Uruguay                                                                | Amichevole                                                             | -                                                                      | 5’                                                                     |
| Totale                                                                 |                                                                        | Presenze                                                               | 1                                                                      |                                                                        | Reti                                                                   | 0                                                                      |                                                                        |

## Palmarès

### Club

#### Competizioni statali
- Campionato Gaúcho: 1

Internacional: 2025

### Nazionale
- Campionato sudamericano Under-20: 1

Ecuador 2017